# أنطونيو كارلوس غوميش
أنطونيو كارلوس غوميز (بالبرتغالية: Carlos Gomes) هو ملحن وعازف بيانو برازيلي، ولد في 11 يوليو 1836 في كامبيناس في البرازيل، وتوفي في 16 سبتمبر 1896 في بليم في البرازيل.

## معرض صور

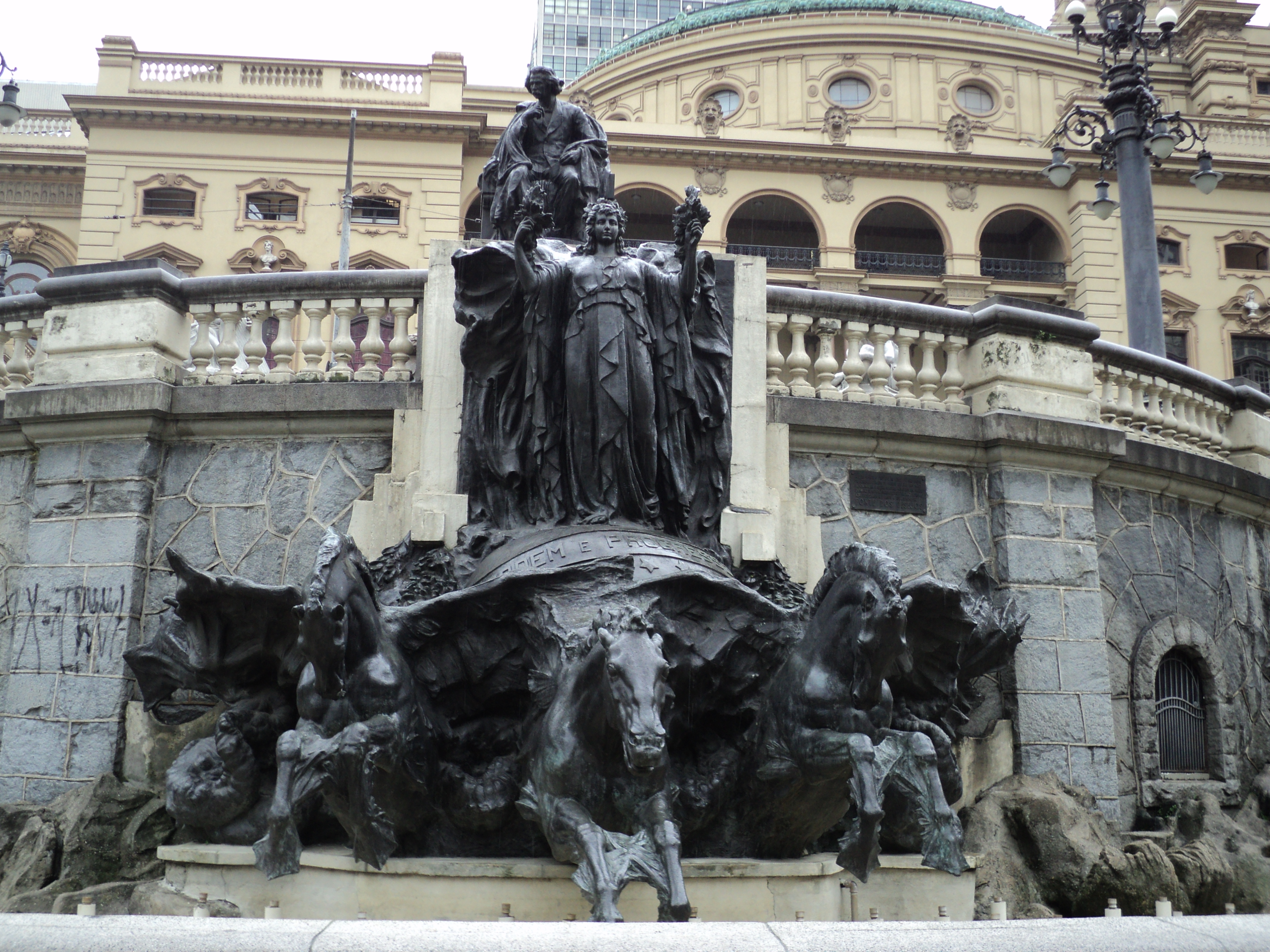
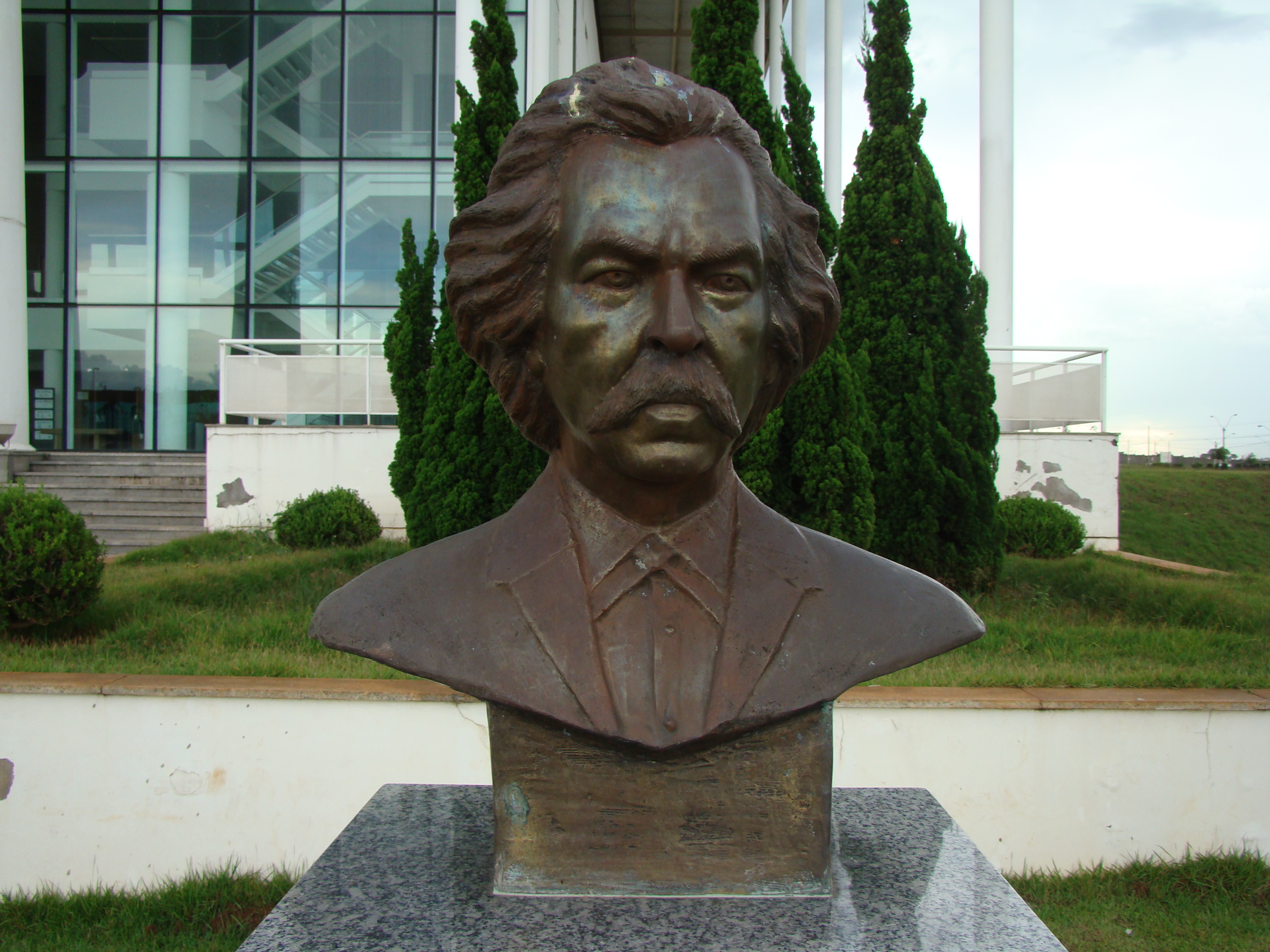
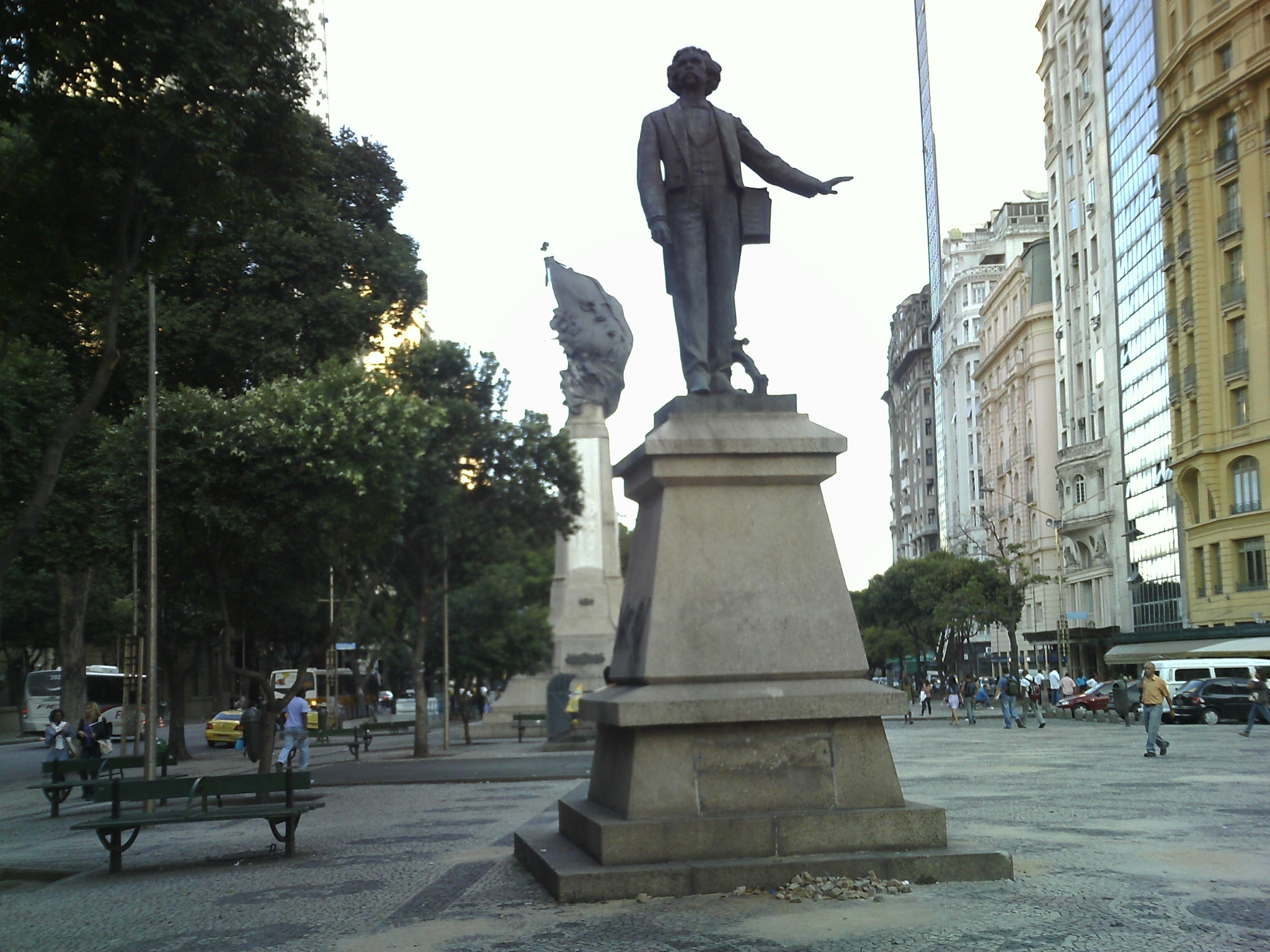
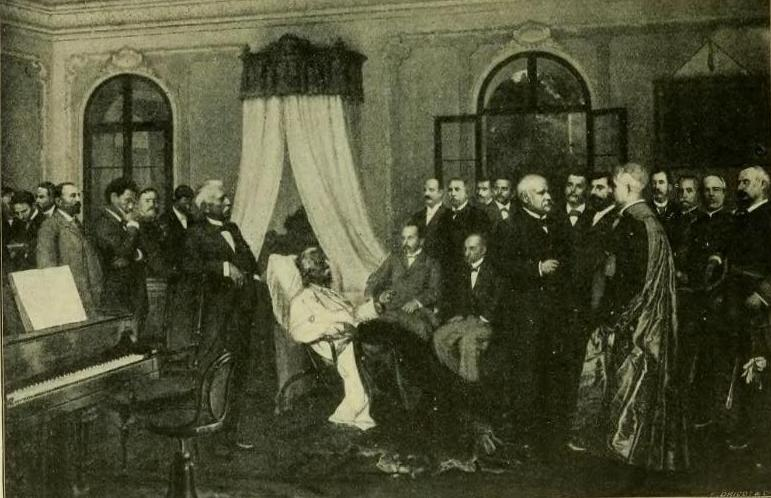
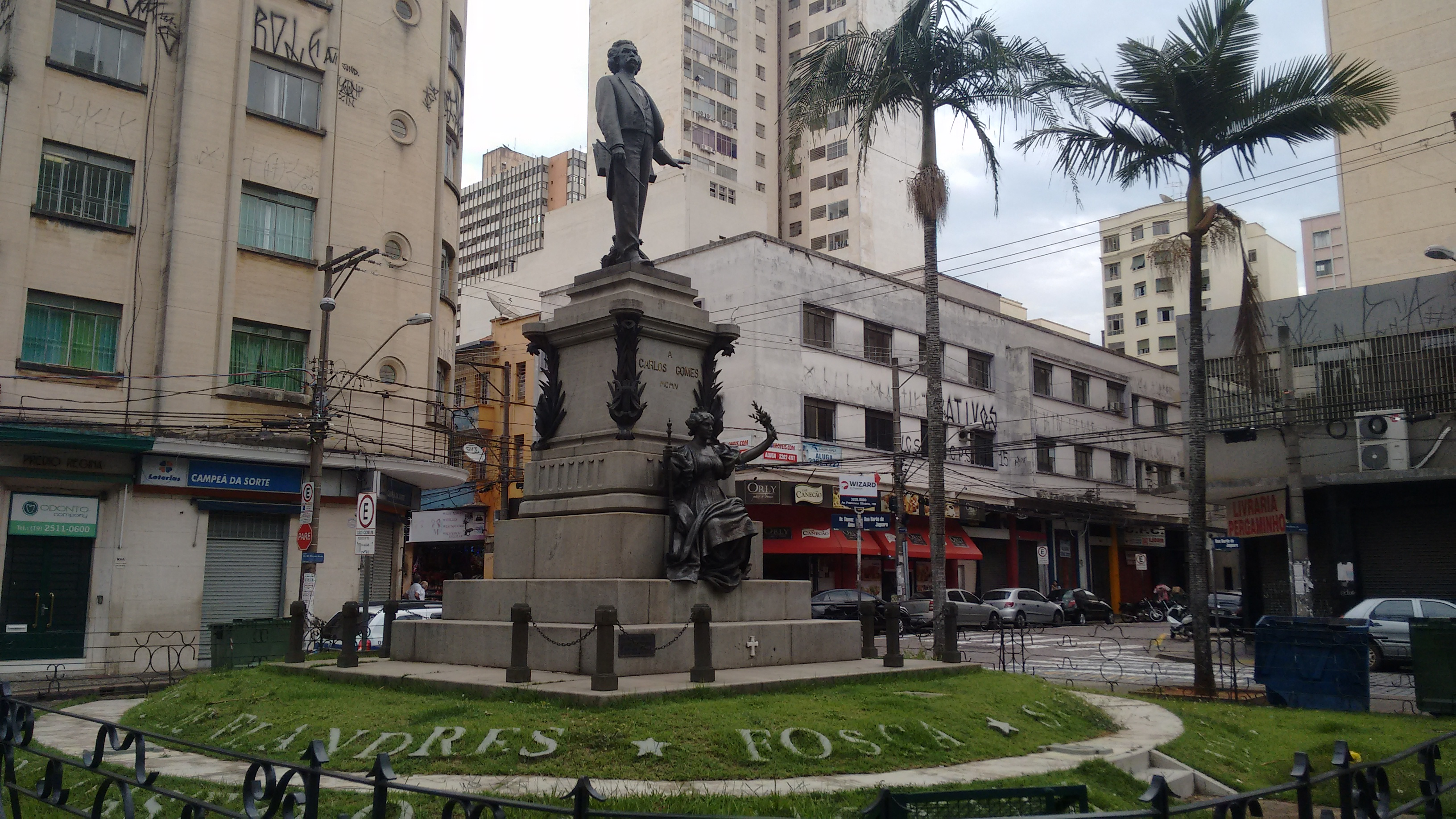

## وصلات خارجية
- أنطونيو كارلوس غوميز على موقع IMDb (الإنجليزية)
- أنطونيو كارلوس غوميز على موقع الموسوعة البريطانية (الإنجليزية)
- أنطونيو كارلوس غوميز على موقع ميوزك برينز (الإنجليزية)
- أنطونيو كارلوس غوميز على موقع أول ميوزيك (الإنجليزية)
- أنطونيو كارلوس غوميز على موقع ديسكوغز (الإنجليزية)